# Berndt Festin
Berndt Reinhold Martin Festin,  född den 28 december 1859 i Hallens socken, Jämtlands län, död den 25 mars 1947 i Örebro, var en svensk militär.
Festin blev underlöjtnant vid Jämtlands fältjägarkår 1882 och fick 1886 transport till Trängbataljonen, där han blev löjtnant 1887. Vid Trängbataljonens delning 1891 kom han att tillhöra Svea trängbataljon, där han blev kapten  1894. Festin blev major och chef för Norrlands trängkår 1908. Han befordrades till överstelöjtnant i armén 1912 och till överste vid trängen 1917. Festin var chef för Svea trängkår 1917–1918 och övergick till reserven 1922. Han blev riddare av Svärdsorden 1903, av Vasaorden 1906 och av Carl XIII:s orden 1935. Festin vilar på Nikolai kyrkogård i Örebro.